# Andrius Bautronis
Andrius Bautronis (* 1987 in Vaisodžiai, Rajongemeinde Alytus) ist ein litauischer Politiker, von 2019 bis 2023 Bürgermeister der Rajongemeinde Raseiniai.

## Leben
Nach der Barista-Kellner-Berufsausbildung von 2004 bis 2007 und dem Abitur 2007 am Berufsbildungszentrum Alytus in Alytus absolvierte Andrius Bautronis von 2006 bis 2011 das Studium als Lehrer der Geschichte und 2014 das Masterstudium der Bildungswissenschaft an der Šiaulių universitetas in Šiauliai.
Von 2007 bis 2018 arbeitete er als Lehrer in Ariogala und Juodaičiai.
Von 2009 bis 2019 war er Kunstleiter im Kulturzentrum in Butkiškė bei Raseiniai. Von 2019 bis 2023 war er Bürgermeister der Gemeinde.
Bautronis ist Leiter einer Abteilung von Tėvynės sąjunga – Lietuvos krikščionys demokratai, seit 2015 Mitglied der Lietuvos šaulių sąjunga. 